# 카숭구현

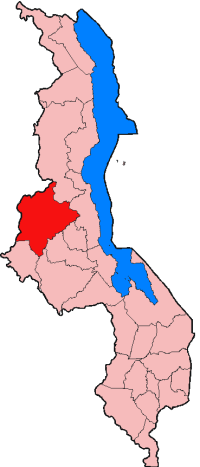
카숭구 현

카숭구현(Kasungu District)는 말라위 중부 주에 위치한 현으로, 현도는 카숭구이며 면적은 7,878km2, 인구는 480,659명이다. 음짐바 현과 은코타코타 현, 은치시 현과 도와 현, 릴롱궤 현, 음친지 현과 인접해 있으며 잠비아와 국경을 맞대고 있다.